# Спірмен (Техас)
Спірмен (англ. Spearman) — місто (англ. city) в США, в окрузі Генсфорд штату Техас. Населення — 3171 особа (2020).

## Географія
Спірмен розташований за координатами 36°11′54″ пн. ш. 101°11′39″ зх. д. / 36.19833° пн. ш. 101.19417° зх. д. (36.198268, -101.194289).  За даними Бюро перепису населення США в 2010 році місто мало площу 5,41 км², уся площа — суходіл.

## Демографія
Згідно з переписом 2010 року, у місті мешкало 3368 осіб у 1180 домогосподарствах у складі 883 родин. Густота населення становила 623 особи/км².  Було 1344 помешкання (249/км²).
Расовий склад населення:
| - 81,7 % — білих - 1,3 % — корінних американців - 0,5 % — чорних або афроамериканців - 0,4 % — азіатів - 13,2 % — осіб інших рас |

До двох чи більше рас належало 2,9 %. Частка іспаномовних становила 48,4 % від усіх жителів.
За віковим діапазоном населення розподілялося таким чином: 31,2 % — особи молодші 18 років, 55,0 % — особи у віці 18—64 років, 13,8 % — особи у віці 65 років та старші. Медіана віку мешканця становила 33,9 року. На 100 осіб жіночої статі у місті припадало 97,0 чоловіків;  на 100 жінок у віці від 18 років та старших — 92,8 чоловіків також старших 18 років.
Середній дохід на одне домашнє господарство  становив 55 784 долари США (медіана — 43 466), а середній дохід на одну сім'ю — 63 983 долари (медіана — 53 872). За межею бідності перебувало 15,4 % осіб, у тому числі 22,2 % дітей у віці до 18 років та 11,6 % осіб у віці 65 років та старших.
Цивільне працевлаштоване населення становило 1690 осіб. Основні галузі зайнятості: освіта, охорона здоров'я та соціальна допомога — 26,3 %, сільське господарство, лісництво, риболовля — 20,1 %, роздрібна торгівля — 12,5 %, науковці, спеціалісти, менеджери — 6,9 %.